# Schrägaufzug von Trench
Der Schrägaufzug von Trench war ein Schiffshebewerk in der Nähe der Ortschaft Trench, einem Vorort der Stadt Telford,  in der englischen Grafschaft Shropshire.
Gebaut 1793 war er die Verbindung vom Wombridge-Kanal zum Shrewsbury-Kanal, war 227 Yards (208 m) lang und überwand einen Höhenunterschied von 75 Fuß (23 m).
Es war eine doppelgleisige Konstruktion mit Trockenförderung. Die beiden Transportwagen konnten jeweils ein Tub-Boot aufnehmen. Der Antrieb wurde durch eine Dampfmaschine bewirkt, die im Laufe der Zeit nur ein Mal ersetzt wurde, nämlich im Jahr 1842.
Im Jahre 1919 wurden neue Hochöfen in Wombridge gebaut und der Rest des Kanals verfiel von da an, da kein Transport mehr notwendig war. Der Kanal wurde am 31. August 1921 aufgegeben, als auch der Schrägaufzug als nunmehr letzter im Land, geschlossen wurde.
Im Jahr 1968 wurden die noch verbliebenen Materialien der Anlage genutzt, um die Becken zu verfüllen, was damit alles zerstörte, was noch übrig war.